# Sokolivka, Tlumaci
Sokolivka (în ucraineană Соколівка) este un sat în comuna Oleșa din raionul Tlumaci, regiunea Ivano-Frankivsk, Ucraina.

## Demografie
Componența lingvistică a localității Sokolivka
     Ucraineană (100%)
Conform recensământului din 2001, toată populația localității Sokolivka era vorbitoare de ucraineană (100%).